# 兴安 (北魏)

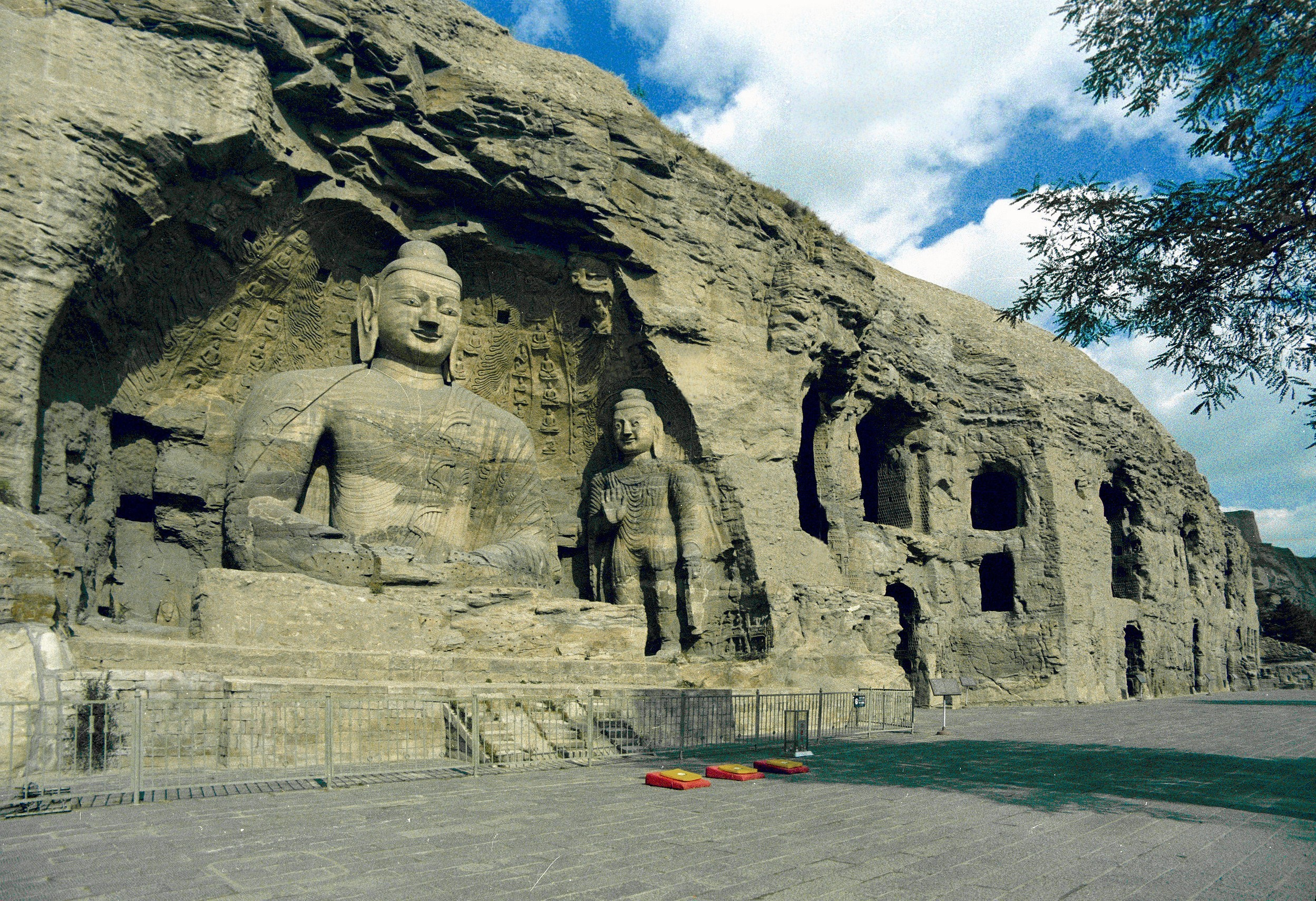
雲岡石窟，主要建于453年到495年（太和十九年）间，中国第一处由皇室显贵主持开凿、建于国都的大型石窟。2001年列为世界文化遗产。

兴安（452年二月-454年七月）是北魏文成帝拓跋濬的年號，歷時2年餘。

## 纪年
| 兴安 | 元年  | 二年  | 三年  |
| ---- | ----- | ----- | ----- |
| 公元 | 452年 | 453年 | 454年 |
| 干支 | 壬辰  | 癸巳  | 甲午  |

## 參看
- 中国年号列表
- 同期存在的其他政权年号
  - 元嘉（424年八月—453年十二月）：南朝宋皇帝宋文帝刘义隆的年号
  - 太初（453年二月—453年五月）：南朝宋皇帝刘劭的年号
  - 孝建（454年正月—456年十二月）：南朝宋宋孝武帝刘骏的年号
  - 建平（454年二月—六月）：魯爽的年号
  - 永光（454年七月）：南朝宋武昌王劉渾的年号
  - 承平（443年-460年）：北凉政权沮渠無諱、沮渠安周年号